# آن شوفالييه
آن شوفالييه (بالفرنسية: Anne Chevalier)‏ هي ممثلة فرنسية، ولدت في 1912 في فرنسا، وتوفيت في 1977.

## وصلات خارجية
- آن شوفالييه على موقع IMDb (الإنجليزية)
- آن شوفالييه على موقع ألو سيني (الفرنسية)
- آن شوفالييه على موقع ميوزك برينز (الإنجليزية)
- آن شوفالييه على موقع ديسكوغز (الإنجليزية)
- آن شوفالييه على موقع قاعدة بيانات الفيلم (الإنجليزية)